# Таватуй (посёлок)
Тавату́й — посёлок в Невьянском районе Свердловской области России. Входит в Невьянский муниципальный округ. Расположен на озере Таватуй.
До революции Таватуй был старообрядческой деревней, являлся центром Таватуйской волости. В советские годы стал селом, административным центром Таватуйского сельсовета. С 1971 по 2004 год Таватуй имел статус дачного посёлка (посёлка городского типа). 

## География
Посёлок расположен на Среднем Урале, на восточном берегу озера Таватуй. Таватуй находится к северо-западу от Екатеринбурга, к юго-юго-востоку от Нижнего Тагила и в 43 километрах к югу от районного центра — города Невьянска.
Вдоль озёрного берега посёлок Таватуй вытянут почти на три километра. Напротив посёлка, на западном берегу, раскинулся посёлок Калиново, к которому по озеру во время заледенения прокладывают зимник. К востоку от посёлка Таватуя расположена горная цепь, а сам посёлок огибает гору Большой Камень. Южнее Большого Камня находится гора Бычиха. Окружающая горная местность покрыта хвойно-мелколиственным лесом. К северной и южной части Таватуя есть подъездные дороги от Серовского тракта — автодороги регионального значения Серов — Нижний Тагил — Екатеринбург.

## Население
Долговременная динамика численности населения:
|      | Численность населения | Численность населения | Численность населения | Численность населения | Численность населения | Численность населения | Численность населения | Численность населения | Численность населения | Численность населения | Численность населения | Численность населения | Численность населения | Численность населения |
| 1722 | 1735                  | 1808                  | 1858                  | 1869                  | 1885                  | 1926                  | 1937                  | 1939                  | 1959                  | 1970                  | 1979                  | 1989                  | 2002                  | 2010                  |
| ---- | --------------------- | --------------------- | --------------------- | --------------------- | --------------------- | --------------------- | --------------------- | --------------------- | --------------------- | --------------------- | --------------------- | --------------------- | --------------------- | --------------------- |
| 65   | 85                    | 191                   | 518                   | 525                   | 676                   | 1027                  | н/д                   | н/д                   | н/д                   | н/д                   | 620                   | 707                   | 568                   | 439                   |

| 1989 | 2002 | 2010 | 2021 |
| ---- | ---- | ---- | ---- |
| 707  | ↘568 | ↘439 | ↘398 |

По данным Всероссийской переписи 2010 года, постоянное население Таватуя составляло 439 человек, из них 219 мужчин и 220 женщин. По данным Всероссийской переписи населения 2002 года, русские составляли 90 % от общего числа жителей посёлка.

## История
Таватуй возник как старообрядческое поселение в начале XVIII века. Рядом с озером возник скит, где поселились двадцать семей кержаков.
С развитием горнозаводского дела на Урале таватуйцы занялись заготовкой леса и угля для Верх-Исетского и Верх-Нейвинского заводов. Таватуйцы по-прежнему оставались старообрядцами и имели свой молельный дом. В 1898 году земство открывает в Таватуйской деревне школу.
В XIX веке деревня Таватуй была центром Таватуйской волости Екатеринбургского уезда, к которой принадлежала деревня Мурзинка на Исетском озере, образованная из четырёх таватуйских семей.
В советское время Таватуй был селом. С 1930-х по 1960-е гг. существовал рыбколхоз «Красный Октябрь». Во второй половине 70-х г XX в. было построено подсобное хозяйство. Для рабочих предприятия были построены три трёхэтажных дома. Жильё с централизованным водоснабжением и отоплением получили 72 семьи.
17 февраля 1971 года село Таватуй отнесено к категории дачных посёлков. Село выделено из подчинения Калиновскому поссовету. Образован Таватуйский поссовет с подчинением Невьянскому горсовету.
С 31 декабря 2004 года Таватуй утратил статус посёлка городского типа (дачного посёлка) и стал сельским населённым пунктом.
В XXI веке Таватуй был облюбован зажиточными людьми, которые возвели в посёлке множество роскошных домов, стоимость которых оценивается в несколько миллионов рублей.

## Инфраструктура
В Таватуе есть школа, детский сад, фельдшерский пункт, почта и несколько магазинов. Посёлок газифицирован.
Добраться до посёлка можно на автобусе № 147 из Екатеринбурга.
Предприятия:
- ООО «Изумруды Урала»
- Горнолыжный комплекс «Стожок» (закрыт)

Сфера туризма:
- Санаторий-профилакторий «Таватуй»
- Конно-туристический клуб «Серебряная подкова»
- Конно-туристический клуб «Тёмная Лошадка»
- База отдыха «Изумруд» (закрыта)
- База отдыха «Таватуй»